# Cañaveral (Ngäbe-Buglé)
Muina o Cañaveral es un corregimiento del distrito de Kusapín en la comarca Ngäbe-Buglé, República de Panamá. Fue creado por la Ley 33 del 10 de mayo de 2012, segregándose del corregimiento de Tobobé.